# Ernst Wilhelm Middendorf

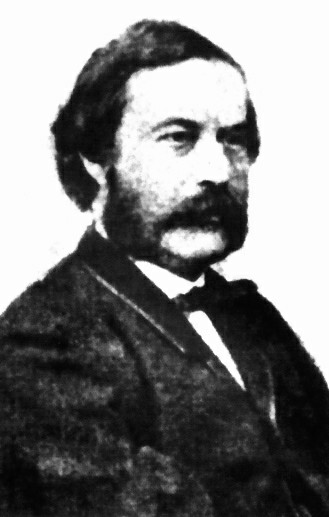
Ernst Wilhelm Middendorf

Ernst W. Middendorf (* 13. Dezember 1830 in Keilhau, heute ein Ortsteil von Rudolstadt in Thüringen; † 6. Februar 1908 in Colombo) war ein deutscher Arzt, Anthropologe und Reisender, der sich 25 Jahre in Peru aufhielt, indigene Sprachen erforschte und ein Wegbereiter der wissenschaftlichen Archäologie in Peru wurde.

## Leben
Ernst Wilhelm Middendorf wurde als Sohn des Theologen und Pädagogen Johann Wilhelm Middendorf und seiner Ehefrau Albertine Fröbel 1830 geboren. Seinem Interesse für ferne Länder folgend startete er nach einigen Semestern Philosophie- und Medizinstudium im Jahre 1854 von Hamburg aus auf eine Weltreise, die ihn schließlich nach Chile und dann nach Peru führte, wo er ab 1855 in Arica – es gehörte damals noch zu Peru – im medizinischen Dienst eines im Eisenbahnbau tätigen amerikanischen Unternehmens 6 Jahre arbeitete.
1862 reiste Middendorf wieder nach Deutschland, um sein Medizinstudium zu vertiefen. Nach seiner Rückkehr nach Lima im Jahre 1865 begann er eine Karriere als Arzt und war so erfolgreich, dass auch die peruanischen Präsidenten Mariano Ignacio Prado und José Balta sowie Henry Meiggs zu seinen Patienten gehörten.
Ab 1871 gründete er in Essen zusammen mit einem Bruder ein Handelsunternehmen. Er absolvierte linguistische und archäologische Studien, bereiste Italien und Spanien und kam 1876 ein drittes Mal nach Peru. Diesmal übte er allerdings seinen Beruf als Arzt nicht mehr aus, sondern widmete sich ganz der Erforschung des Landes. Er unternahm bis 1888 zahlreiche Reisen, die ihn durch das vielfältige Land Peru und teilweise auch nach Bolivien führten. Er besuchte insbesondere die archäologischen Stätten der Küstenregion und unternahm vier Expeditionen ins Hochland.
Nach 1888 widmete er sich in Deutschland der Auswertung seiner Sammlungen und Aufzeichnungen und der Dokumentation seiner Forschungsarbeiten, die er in den Jahren von 1890 bis 1895 publizierte. Dem Ethnologischen Museum Berlin spendete er 1895 eine kleine Sammlung präkolumbischer Keramik. Auf einer Fernost-Reise starb er 1908 in Colombo und wurde in Keilhau bestattet.

## Werk

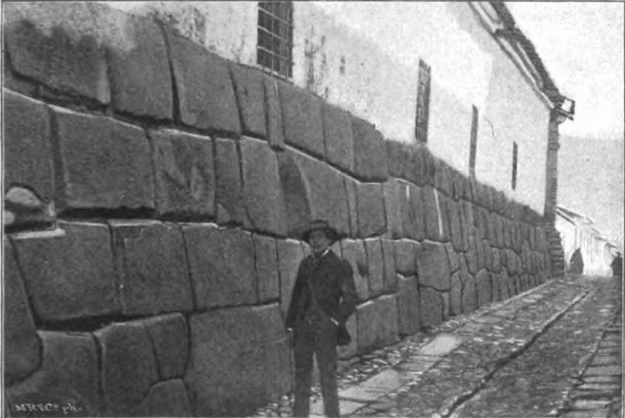
Alte Inkamauer.
Ernst W. Middendorf um 1885 in Cusco.

Im Rahmen seiner sprachwissenschaftlichen Arbeit untersuchte Middendorf insbesondere die indigenen südamerikanischen Sprachen Muchik (Moche), Aymara und Ketschua (Keshua) und übersetzte das Theaterstück Apu Ollantay, das klassische Werk der kolonialperuanischen Ketschua-Literatur. Seine wichtigste diesbezügliche Publikation ist ein sechsbändiges Werk, das unter dem Titel Die einheimischen Sprachen Perus zwischen 1890 und 1892 erschien:
- Bd. 1 (1890) Das Runa Simi oder die Keshua-Sprache, wie sie gegenwärtig in der Provinz Cuzco gesprochen wird.
- Bd. 2 (1890) Wörterbuch des Runa Simi oder der Keshua-Sprache.
- Bd. 3 (1890) Ollanta, ein Drama der Keshua-Sprache, übersetzt und mit Anmerkungen.
- Bd. 4 (1891) Dramatische und lyrische Dichtungen der Keshua-Sprache, gesammelt und übersetzt mit erklärenden Anmerkungen.
- Bd. 5 (1891) Die Aimara-Sprache.
- Bd. 6 (1892) Das Muchik oder die Chimu-Sprache.

Seine geographischen, historischen und kulturellen Forschungen publizierte Middendorf in einem dreibändigen Werk Peru – Beobachtungen und Studien über das Land und seine Bewohner während eines 25jährigen Aufenthalts zwischen 1893 und 1895:
- Bd. 1 (1893) Lima.
- Bd. 2 (1894) Das Küstenland von Peru.
- Bd. 3 (1895) Das Hochland von Peru.

Hervorzuheben ist, dass Middendorf Beschreibungen, Skizzen und Pläne der archäologischen Stätten von Chavín de Huántar anfertigte und als erster die Verwandtschaft zwischen diesem im Andenhochland gelegenen Zentrum und einigen historischen Stätten in der Küstenregion erkannte, wie beispielsweise Pampa de las Llamas/Moxeque und Chancaillo. Er postulierte eine „Chavín-Kultur“, einen Begriff, den dann später der „Vater der peruanischen Archäologie“, Julio C. Tello, wieder aufgriff und der noch heute relevant ist.
Middendorfs Vermutung, die Chavín-Kultur sei auf die Existenz eines ausgedehnten prä-Inca Königreichs zurückzuführen, erwies sich als nicht haltbar. Aber der Gründungsdirektor des Museo Nacional Chavín schrieb in einem forschungsgeschichtlichen Artikel: Aufgrund seiner Beobachtung, dass an der Küste zahlreiche Reste monumentaler Bauten vorhanden sind, folgerte Middendorf, es müsse an verschiedenen Orten ähnliche Zentren gegeben haben, die über ein weitreichendes politisches Organisationssystem miteinander verbunden waren. Damit nahm Middendorf das Modell der peer polity interaction, das zur Erklärung der Vielfalt der formativzeitlichen Zeremonialzentren im zentralen Andenraum verwendet wird, um fast 300 Jahre voraus.

## Ehrungen
Wegen Middendorfs Verdienste um die Entwicklung der wissenschaftlichen Archäologie Perus trägt in Lima im Ausgrabungsgelände Maranga, das im Parque de las Leyendas liegt, nicht nur eine der indianischen Grabpyramiden (huaca) seinen Namen, sondern auch das dortige archäologische Museum.
Die peruanische Nationalbibliothek veröffentlichte zu Ehren von Ernst W. Middendorf anlässlich des 39. Internationalen Amerikanisten-Kongresses (XXXIX Congreso Internacional de Americanistas, Lima, 2-10 August 1970) das Büchlein Ernst W. Middendorf: vida y obra (Leben und Werk).